# 51 Eridani b
51 Eridani b est une exoplanète qui orbite autour de l'étoile 51 Eridani, dans la constellation de l'Éridan.

## Découverte
La découverte de 51 Eridani b fut annoncée en août 2015 bien qu'elle fût initialement détectée en décembre 2014 en utilisant le Gemini Planet Imager (en français « Imageur de planètes de Gemini »), un projet international mené par le Kavli Institute for Particle Astrophysics and Cosmology. Ce nouvel instrument ne recourt pas à la méthode du transit astronomique, comme le fait par exemple le téléscope spatial Kepler, mais recherche la lumière directement réfléchie par les exoplanètes.

## Description
Elle se situe approximativement à 100 années lumière de la Terre, et est âgée d'environ 20 millions d'années.
Les scientifiques estiment sa masse au double de celle de Jupiter. La température à sa surface est de 650 °C, ce qui la rend substantiellement plus chaude que les -145 °C de Jupiter, la planète de notre système solaire dont la taille se rapproche le plus.

## Atmosphère
Du méthane et de la vapeur d'eau ont été détectés dans l'atmosphère de cette planète. Elle possède la signature attestant la présence de méthane la plus élevée parmi les exoplanètes étudiées à ce jour.